# Leon Garfield
Leon Garfield (14. července 1921, Brighton, Sussex – 2. června 1996, Londýn) byl anglický spisovatel, známý především svými historickými dobrodružnými romány pro děti a mládež.

## Život
Po dokončení střední školy v Brightonu roku 1938 začal Garfield studovat umění na Regent Street Polytechnic (nyní Westminsterská univerzita). Studia však musel přerušit, nejprve z finančních důvodů, později pro vypuknutí druhé světové války. Sloužil v britské armádě u zdravotnického sboru umístěného v Belgii, kde se seznámil s Vivien Alcockovou (1924–2003), se kterou se roku 1948 oženil (byla to jeho druhá manželka, první jeho manželství z roku 1941 bylo po několika měsících rozvedeno). Vivien se později stala také spisovatelkou knih pro mládež, ovlivňovala Garfieldovo psaní a dodala mu i náměty pro některé jeho knihy.
Po válce pracoval Garfield jako technik v biochemické laboratoři v nemocnici Whittington Hospital v Islingtonu a ve svém volném čase psal knihy. Časem se stal tak úspěšným, že se mohl literatuře věnovat plně. Debutoval roku 1964 historickým dobrodružným románem s pirátskou tematikou ve stylu Roberta Louise Stevensona Jack Holborn, který byl původně určen pro dospělé, ale vydavatel jej přesvědčil, aby jej přizpůsobil dětskému čtenáři. Jeho druhá kniha, Devil in the Fog (1966, Ďábel se skrývá v mlze), získala (jako první vůbec) prestižní cenu Guardian Award, určenou pro britské autory dětských knih.
Většina jeho dalších knih se odehrává v Anglii 18. nebo 19. století a jejich hrdiny jsou chlapci odkázaní na dobročinnost svého okolí, kteří prožívají tajemná a nebezpečná dobrodružství. Tím a především důrazem na sociální a morální aspekty se jeho romány přibližují dílům Charlese Dickense. Neméně významnou součástí autorovy tvorby pro děti jsou adaptace dramat Williama Shakespeara pro dvanáctidílný animovaný televizní seriál Shakespeare: The Animated Tales (1992–1994, Shakespeare: animované příběhy), které vyšly také knižně.
Roku 1985 byl Garfield zvolen členem Royal Society of Literature. Zemřel roku 1996 na rakovinu v nemocnici Whittington Hospital, kde v mládí pracoval.

## Dílo
- Jack Holborn (1964), historický dobrodružný román s pirátskou tematikou ve stylu Roberta Louise Stevensona, líčící osudy třináctiletého nalezence Jacka, který uteče od svého pěstouna, žije mezi piráty, prožívá četná dobrodružství, nakonec zbohatne a vrátí zpět do Londýna.
- Devil in the Fog (1966, Ďábel se skrývá v mlze), dobrodružný román odehrávající se v 18. století, ve kterém se kočovný život čtrnáctiletého George, nejstaršího syna z rodiny potulných herců, změní zjištěním, že je v dětství unesený syn zámožného šlechtice. Kniha získala roku 1967 jako první vůbec prestižní cenu Guardian Award, určenou pro britské autory dětských knih.[2]
- Smith (1967), dobrodružný příběh dvanáctiletého chlapce Smitha z Londýna 18. století. Kniha, jejíž námět je od autorovy manželky Vivien, získala roku 1987 cenu Phoenix Award určenou pro dětské knihy, které vyšly vždy před dvaceti lety a nezískaly v roce svého vydání žádnou cenu.
- Black Jack (1968, Černý Jack),
- Mr Corbett's Ghost and Other Stories (1969), povídky,
- The Drummer Boy (1970),
- The God Beneath the Sea (1970, Bůh pod mořem), společně s Edwardem Blishenem, převyprávění nejznámějších příběhů řecké mytologie,
- The Strange Affairs of Adelaide Harris (1971, Podivné příběhy Adelaidy Harrisové),
- The Ghost Downstairs (1972, Duch v přízemí),
- The Golden Shadow (1973, Zlatý stín), opět společně s Edwardem Blishenem, další příběhy z řecké mytologie,
- The Sound of Coaches (1974, Zvuk kočárů),
- The Prisoners of September (1975)
- The Pleasure Garden (1976)
- The Confidence Man (1978, Podvodník)
- The Apprentices (1978, Učednící),
- Bostock and Harris (1979, Bostock a Harris),
- John Diamond (1980, John Diamond), romantický příběh s detektivní zápletkou odehrávající se Londýně na přelomu 18. a 19. století,
- Fair's Fair (1981, Spravedlnost musí být),
- The House of Cards (1982, Dům karet),
- King Nimrod's Tower (1982, Věž krále Nimroda),
- The Wedding Ghost (1985, Svatební přízrak),
- The December Rose (1986, Prosincová růže), česky jako Případ ukradeného medailonu, napínavý a tajemný příběh z Londýna druhé poloviny 19. století, jehož hlavním hrdinou je osiřelý chudý chlapec a kominický učeň, kterému se náhodou dostane do ruky zlatý medailon, důležitý důkaz zločinu.
- The Empty Sleeve (1988, Prázdný rukáv),
- Blewcoat Boy (1988),
- The Sacred Maid (1991),
- The Stolen Watch (1995),
- Shakespeare Stories (1997), knižní vydání (posmrtně) autorových adaptací dramat Williama Shakespeara napsaných pro animovaný televizní seriál,
- Shakespeare Stories II (2001), druhý díl autorových adaptací Shakespearových dramat.

## Filmové adaptace
- The Devil in the Fog (1968), britský šestidílný televizní seriál, režie Michael Currer-Briggs,
- Smith (1970), britský osmidílný televizní seriál, režie Michael Currer-Briggs,
- The Strange Affair of Adelaide Harris (1979), britský šestidílný televizní seriál, režie Paul Stone,
- Black Jack (1979), britský film, režie Ken Loach,
- John Diamond (1981), britský televizní film, režie Eric Davidson,
- Jack Holborn (1982), britský televizní film, režie Sigi Rothemund,
- The Ghost Downstairs (1982), britský televizní film, režie Andrew Gosling,
- The December Rose (1986), britský šestidílný televizní seriál, režie Renny Rye,
- Shakespeare: The Animated Tales (1992–1994), britský dvanáctidílný animovaný televizní seriál, první série z roku 1992 obsahovala adaptace her Sen noci svatojánské, Bouře, Macbeth, Romeo a Julie, Hamlet a Večer tříkrálový, druhá série z roku 1994 obsahovala hry Richard III., Zkrocení zlé ženy, Jak se vám líbí, Julius Caesar, Zimní pohádka a Othello.

## Česká vydání
- Jack Holborn, Albatros, Praha 1993, přeložil Tomáš Mika,
- Tajemný John Diamond, Albatros, Praha 1997, přeložila Ludmila Kožená,
- Smith, Albatros, Praha 2001, přeložila Ludmila Kožená,
- Případ ukradeného medailonu, Mladá fronta, Praha 2004, přeložila Ludmila Kožená,
- Ďábel se skrývá v mlze, Albatros, Praha 2007, přeložila Ludmila Kožená,